# Aéroport de Rome-Urbe
L'aéroport de Rome-Urbe est un petit aéroport civil situé au nord de la ville de Rome en Italie. Il a été inauguré en 1928 par Benito Mussolini.

## Transports
L'aéroport de Rome-Urbe est facilement accessible par les transports publics en bus ou en train : la gare de Nuovo Salario (ligne FR1) est à 400 m de l'aéroport.